# Amolops larutensis
Amolops larutensis es una especie de anfibio anuro de la familia Ranidae.

## Distribución geográfica yhábitat
Es endémica de Malasia Occidental y el extremo sur de Tailandia. Su rango altitudinal oscila entre 43 y 1500 m s. n. m..